# 比斯特里奇
50°52′56″N 26°54′21″E / 50.88222°N 26.90583°E
比斯特里奇（烏克蘭語：Бистричі）是位於烏克蘭西北部里夫內州裏里夫內區的村莊，始建於1629年，面積3.93平方公里，海拔高度178米，2001年人口2,754，人口密度每平方公里700.8人。